# کیم جونگ هیون
کیم جونگ-هیون (به کره‌ای: 김종현) (۸ آوریل ۱۹۹۰ – ۱۸ دسامبر ۲۰۱۷) که با نام جونگ‌هیون (به انگلیسی: Jonghyun) شناخته می‌شود، خواننده-ترانه‌سرا، تهیه‌کنندهٔ موسیقی، مجری رادیو و نویسنده اهل کره جنوبی بود که زیرنظر اس‌ام انترتینمنت فعالیت داشت. او به‌مدت نه سال، خوانندهٔ اصلی گروه پسرانه کره‌ای شاینی بود و به‌همراه این گروه، دوازده آلبوم کره‌ای و ژاپنی‌زبان را منتشر کرد. او همچنین با گروه پروژه‌ای اس‌ام انترتینمنت، اس‌ام د بالاد همکاری و دو آلبوم چندآهنگه را منتشر کرد.

## مرگ

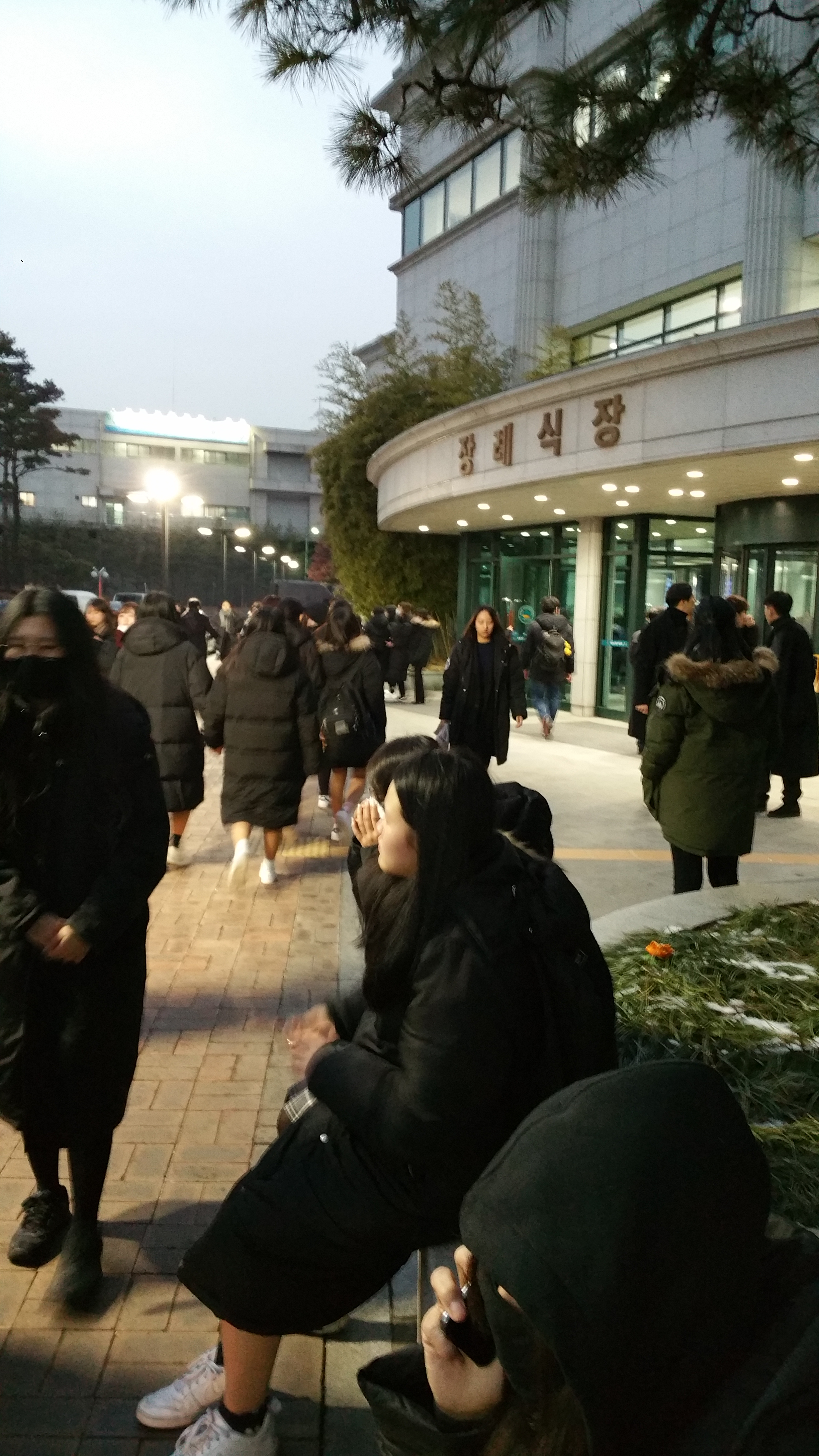
تجمع طرفداران کیم جونگ هیون در جلوی بیمارستان

در دسامبر سال ۲۰۱۷، جونگ هیون به مدت دو روز یک آپارتمان در چونگدام-دونگ در شهرستان گانگنام در جنوب شرقیِ سئول را اجاره کرد. او در ساعت ۱۲:۰۰ (به وقت کره) در تاریخ ۱۸ دسامبر سال ۲۰۱۷ وارد خانه شد. بعداً در همان روز، ساعت ۴:۴۲ بعد از ظهر، خواهر بزرگتر جونگ هیون، کیم سو-دم، تماس اولیه ای با اورژانس برقرار کرد و گزارش داد که وی معتقد است که برادرش قصد خودکشی دارد، زیرا او چندین کلمه مانند «آخرین خداحافظی» و «بگو خوب عمل کردم» را برای او ارسال کرده‌است. وی آخرین بار در فروشگاه لوازم راحتی در کنار آپارتمان دیده شد.
جونگ هیون حدود ساعت ۶:۱۰ بعد از ظهر در آپارتمانی که اجاره کرده بود توسط پلیس و امدادگران بیهوش پیدا شد. وی بلافاصله در وضعیت ایست قلبی به بیمارستان دانشگاه کونکوک منتقل شد. وی تحت درمان CPR اورژانس قرار گرفت. با این حال، او نتوانست دوباره هشیاری خود را بازیابی و در حدود ساعت ۶:۳۲ بعد از ظهر در سن ۲۷ سالگی در بیمارستان درگذشت. محققان معتقدند که وی در اثر استنشاق گازهای سمی یا دود جان خود را از دست داده‌است، زیرا در هنگام رسیدن به آپارتمان، خاکستر زغال سنگ سوخته شده را روی یک تابه کشف کردند. پلیس اظهار داشت که بنا به درخواست خانواده جونگ هیون، کالبدشکافی انجام نمی‌شود، و آنها مرگ وی را خودکشی احتمالی اعلام کردند.

## پیامدها
پس از مرگ جونگ هیون، هشتگ‌های #StayStrongShawols (یعنی قوی بمان شائول) و #YouDidWellJonghyun (به معنی تو خوب کار کردی جونگ هیون) در توییتر به شدت داغ شدند.
مرگ جونگ هیون بحث در مورد ماهیت خشن و رقابتی تجارت سرگرمی در کره جنوبی و همچنین سلامت روان را آغاز کرد.